# فتح‌آباد دریس (کازرون)
فتح آباد، روستایی است از توابع دهستان دریس در بخش مرکزی شهرستان کازرون در استان فارس ایران.

## جمعیت
براساس آخرین سرشماری مرکز آمار ایران که در سال ۱۳۸۵ صورت گرفته، جمعیت این روستا ۱۹۹ نفر بوده‌است.